# Drasterius bimaculatus
Drasterius bimaculatus là một loài bọ cánh cứng trong họ Elateridae. Loài này được Rossi miêu tả khoa học năm 1790.

## Hình ảnh

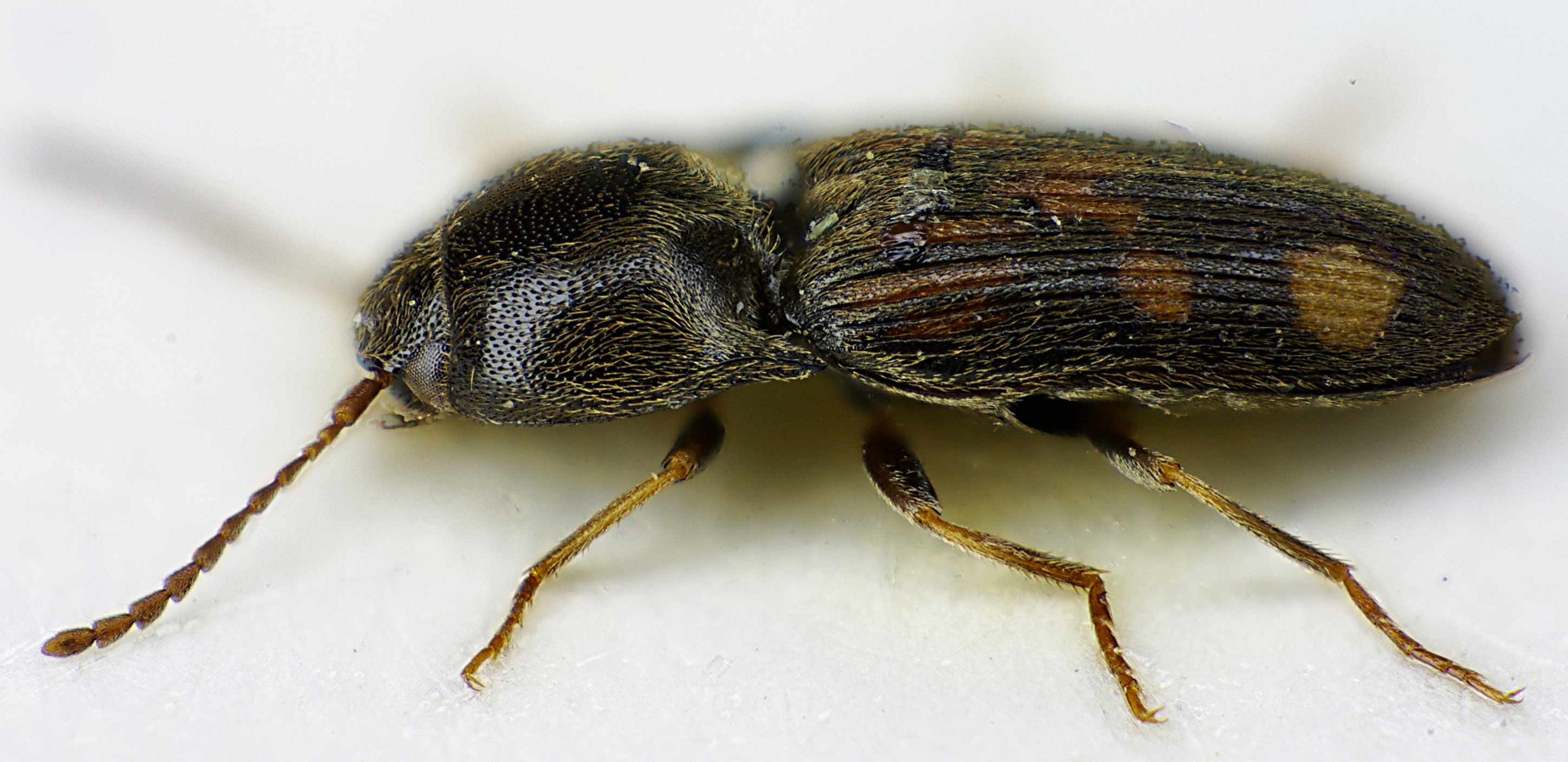
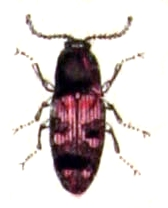
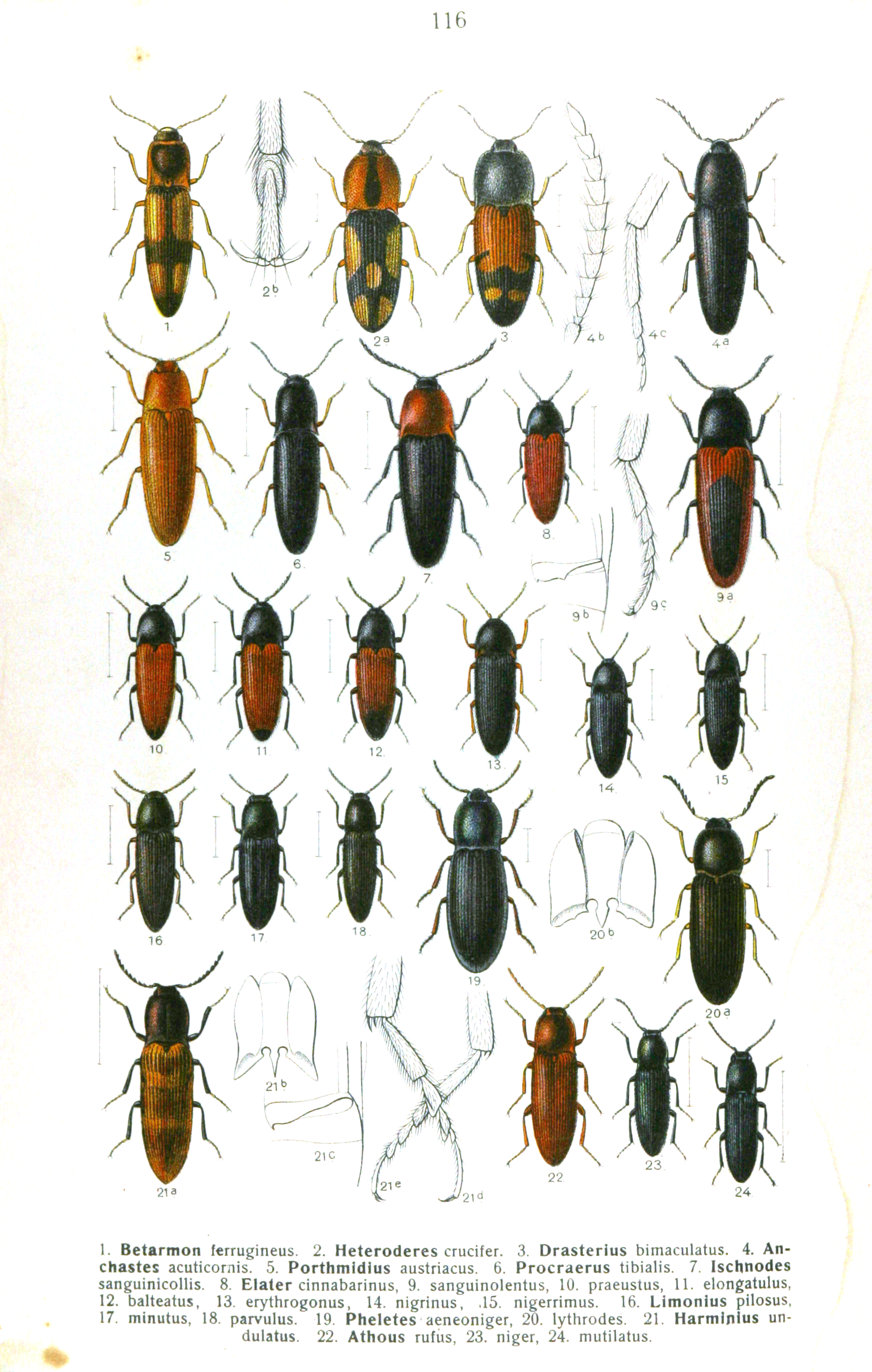